# BSD/OS
BSD/OS (ранние названия — BSD/386, BSDi) — коммерческая операционная система семейства BSD, разработанная компанией Berkeley Software Design (BSDI). Основное отличие от свободно распространяемых Unix-систем — дополнительная проработка поддержки многопроцессорных архитектур и закрытых драйверов. Компания делилась программным кодом с проектом FreeBSD, чем помогла ускоренному развитию его 5-й версии.

## История
В 1991 году Билл Джолиц работал в Computer Systems Research Group (CSRG) в Калифорнийском университете в Беркли, которая занималась исследованием и развитием Unix на средства DARPA, написал 6 файлов ядра, отсутствовавших в BSD Network release 2 (4.3BSD NET/2), и перенёс систему на IBM-PC-совместимый компьютер с процессором Intel 80386. Полученную самодостаточную систему Джолиц полностью опубликовал на общедоступном FTP-сервере под названием 386BSD. Система быстро стала популярной, но у Джолица не было времени, чтобы поддерживать дистрибутив, в результате пользователями 386BSD были сформированы группы NetBSD и FreeBSD, которые поддерживали, и распространяли свои версии систем.
Компания Berkeley Software Design (BSDI) была сформирована для создания коммерческой операционной системы на базе 386BSD. Её выпуск состоялся в марте 1993 года под названием BSD/386. Компания продавала лицензию и поддержку к ней, используя в своих интересах лицензию BSD, которая разрешала использование в несвободных системах кода BSD; компания, в свою очередь, передавала код и ресурсы на развитие некоммерческих операционных систем BSD. Лицензии BSDI стоили всего $995, в то время как лицензии AT&T стоили намного дороже.
Всё более и более плотный рынок Unix-подобных систем в конце 1990-х и в начале 2000-х годов наносил серьёзные потери продажам коммерческой BSD/OS. С одной стороны, BSDI недоставало средств на лицензию The Open Group, чтобы получить торговую марку «UNIX», и на аппаратную поддержку крупных поставщиков Unix. С другой стороны, BSD/OS сложно было бороться со свободно распространяемыми BSD-системами. BSD/OS была куплена компанией Wind River Systems в 2001 году, новые владельцы прекратили продажу BSD/OS в конце 2003 года, и прекратили поддержку в конце 2004 года.